# 氯酚红
氯酚红（英語：Chlorophenol red）是一种指示剂，在pH < 5.4 时为黄色，在pH > 6.8时为紫色。其最大吸收波长为572 nm。

## 性质与用途
氯酚红变色机制与酚酞类似，分子结构中的磺酸内酯在不同pH条件下呈现出颜色不同醌式结构和内酯式结构。
氯酚红对饮用水中的二氧化氯的浓度有选择性，在中性条件下（pH = 7），氯酚红可以与浓度为0.1–1.9 mg/L 范围内的二氧化氯反应。氯酚红在电化学中也可充当氧化还原指示剂，其可以发生氧化产生几种酚类中间体。用氯酚红标记的底物被细菌分解后会在产生含氯中间体。